# Tarcenay
Tarcenay is een plaats en voormalige gemeente in het Franse departement Doubs in de regio Bourgogne-Franche-Comté en telde 628 inwoners (1999). De plaats maakt deel uit van het arrondissement Besançon.

## Geschiedenis
Tarcenay is op 1 januari 2019 gefuseerd met de gemeente Foucherans tot de gemeente Tarcenay-Foucherans. 

## Geografie
De oppervlakte van Tarcenay bedroeg 13,1 km², de bevolkingsdichtheid was 47,9 inwoners per km².
De onderstaande kaart toont de ligging van Tarcenay met de belangrijkste infrastructuur en aangrenzende gemeenten.

## Demografie
Onderstaande figuur toont het verloop van het inwonertal.